# NCAA Basketball
NCAA Basketball, i Europa World League Basketball och Super Dunk Shot (スーパーダンクショット?) i Japan, är ett basketspel som använder sig av mode 7, och utvecklades av Sculptured Software till SNES. Den nordamerikanska versionen innehåller collegelag från NCAA, medan den europeiska versionen innehåller fiktiva proffslag från olika delar av världen. Den japanska versionen innehåller fiktiva versioner av olika NBA-lag.

### Fotnoter
1. ↑  NCAA Basketball Arkiverad 8 oktober 2009 hämtat från the Wayback Machine. på GameFAQs